# Habenaria sochensis
Habenaria sochensis är en orkidéart som beskrevs av Heinrich Gustav Reichenbach. Habenaria sochensis ingår i släktet Habenaria och familjen orkidéer. Inga underarter finns listade i Catalogue of Life.